# Samsung Galaxy

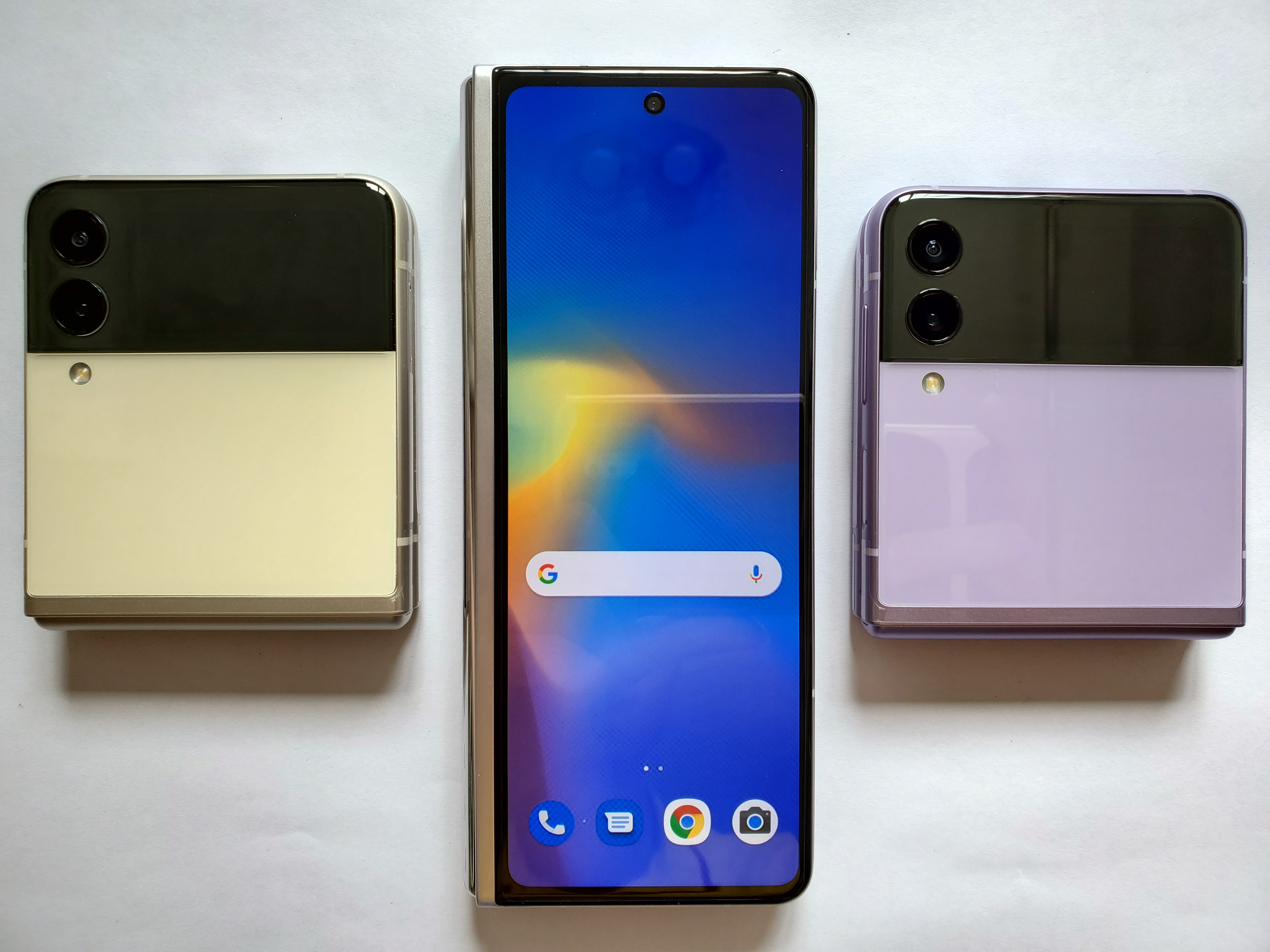
Samsung Galaxy Z Fold 3, a Galaxy Z Flip 3

Samsung Galaxy je řada mobilních počítačových zařízení navržených, vyráběných a prodávaných společností Samsung Electronics. Produktová řada zahrnuje řadu smartphonů Galaxy S, řadu tabletů Galaxy Tab, Galaxy Note (tablety s přidanou funkcí stylusu) a první verzi inteligentního nositelného zařízení Galaxy Gear. V novějších verzích nositelných zařízení Samsung upustil od přídomku Galaxy.
Zařízení Samsung Galaxy používají operační systém Android, který vyvíjí společnost Google, obvykle s uživatelským rozhraním Samsung Experience (dříve TouchWiz). Tradice výhradní licence Android pro tuto sérii byla v CES 2016 přerušena s oznámením prvního Galaxy zařízení s operačním systémem Windows 10, Samsung Galaxy TabPro S.
Zařízení Galaxy S7, S8, Note FE a Note8 jsou dodávána s předinstalovanou aplikací pro přenos souborů (Smart Switch) bez ikony aplikace. Smart Switch funguje se všemi zařízeními Galaxy, od modelu Galaxy S2 až po současné modely.

## Zařízení

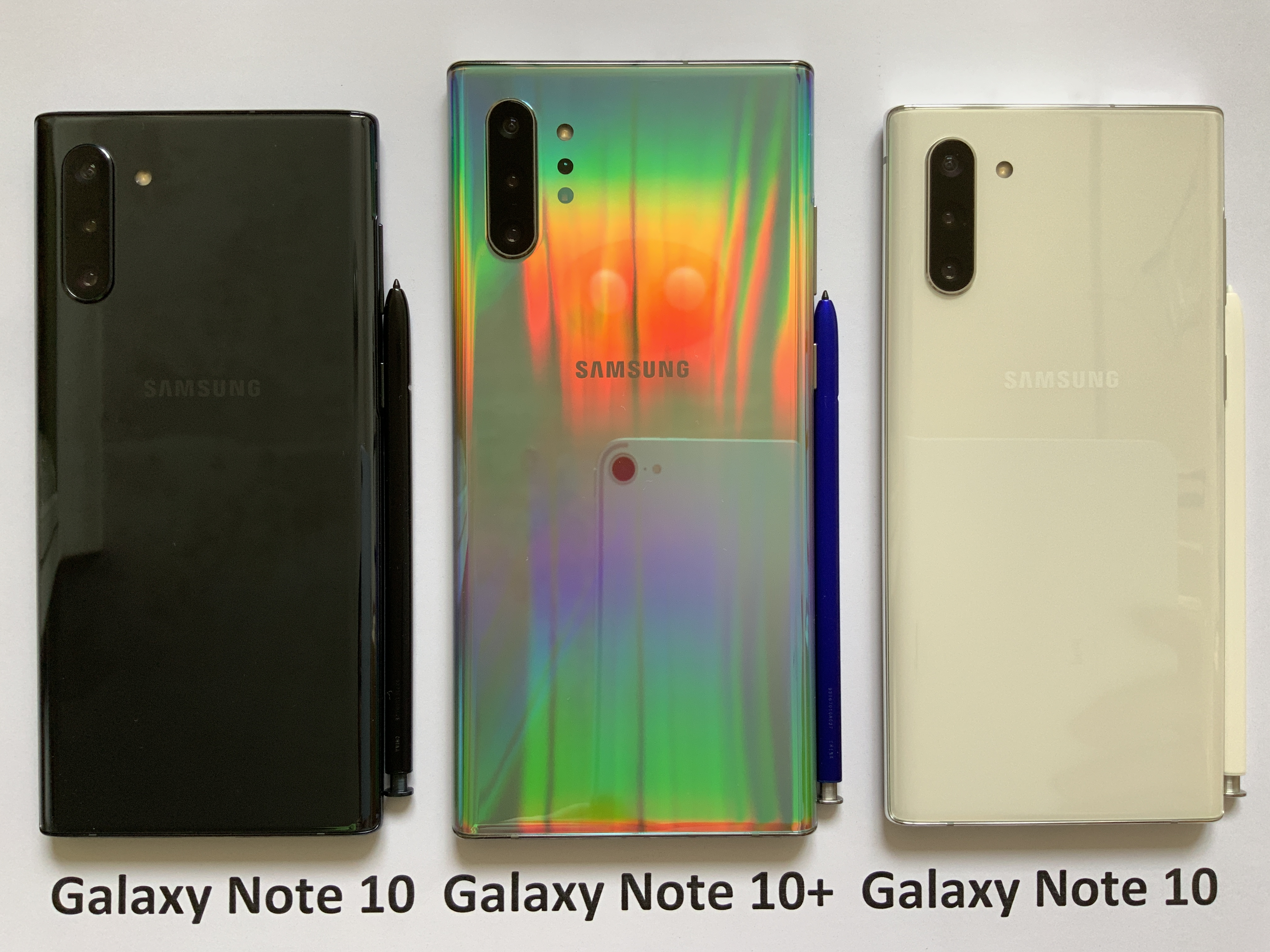
Smartphony Samsung (zezadu)

### Mobilní telefony a tablety

#### Samsung Galaxy Note
- Samsung Galaxy Note
- Samsung Galaxy Note II
- Samsung Galaxy Note 3
- Samsung Galaxy Note 3 Neo
- Samsung Galaxy Note 4
- Samsung Galaxy Note Edge
- Samsung Galaxy Note 5
- Samsung Galaxy Note 7
- Samsung Galaxy Note Fan Edition
- Samsung Galaxy Note 8
- Samsung Galaxy Note 9
- Samsung Galaxy Note 10
- Samsung Galaxy Note 20

#### Samsung Galaxy S
- Samsung Galaxy S
- Samsung Galaxy S Duos
- Samsung Galaxy S Duos 2
- Samsung Galaxy S Advance
- Samsung Galaxy SL
- Samsung Galaxy S II
- Samsung Galaxy S II Plus
- Samsung Galaxy S II LTE
- Samsung Galaxy S II WIMAX
- Samsung Galaxy S III
- Samsung Galaxy S III Progre
- Samsung Galaxy S III Neo
- Samsung Galaxy S III Mini
- Samsung Galaxy S4
- Samsung Galaxy S4 Active
- Samsung Galaxy S4 Mini
- Samsung Galaxy S4 Zoom
- Samsung Galaxy S5
- Samsung Galaxy S5 Active
- Samsung Galaxy S5 Plus
- Samsung Galaxy S5 Mini
- Samsung Galaxy S5 Neo
- Samsung Galaxy S6
- Samsung Galaxy S6 Edge
- Samsung Galaxy S6 Edge+
- Samsung Galaxy S6 Active
- Samsung Galaxy S7
- Samsung Galaxy S7 Edge
- Samsung Galaxy S7 Active
- Samsung Galaxy S8
- Samsung Galaxy S8+
- Samsung Galaxy S8 Active
- Samsung Galaxy S9
- Samsung Galaxy S9+
- Samsung Galaxy S10
- Samsung Galaxy S10+
- Samsung Galaxy S20
- Samsung Galaxy S20+
- Samsung Galaxy S21
- Samsung Galaxy S21+
- Samsung Galaxy S21 Ultra
- Samsung Galaxy S22
- Samsung Galaxy S22+
- Samsung Galaxy S22 Ultra
- Samsung Galaxy S23
- Samsung Galaxy S23+
- Samsung Galaxy S23 Ultra
- Samsung Galaxy S24
- Samsung Galaxy S24+
- Samsung Galaxy S24 Ultra
- Samsung Galaxy S25
- Samsung Galaxy S25+
- Samsung Galaxy S25 Ultra
- Samsung Galaxy S25 Edge

#### Samsung Galaxy A
- Samsung Galaxy Alpha
- Samsung Galaxy A3 (2015)
- Samsung Galaxy A3 (2016)
- Samsung Galaxy A3 (2017)
- Samsung Galaxy A5 (2015)
- Samsung Galaxy A5 (2016)
- Samsung Galaxy A5 (2017)
- Samsung Galaxy A8 (2018)
- Samsung Galaxy A7 (2015)
- Samsung Galaxy A7 (2016)
- Samsung Galaxy A7 (2017)
- Samsung Galaxy A8 (2015)
- Samsung Galaxy A8 (2016)
- Samsung Galaxy A8+(2018)
- Samsung Galaxy A9 (2016)
- Samsung Galaxy A9 Pro (2016)
- Samsung Galaxy A10(2019)
- Samsung Galaxy A20(2019)
- Samsung Galaxy A30(2019)
- Samsung Galaxy A40(2019)
- Samsung Galaxy A50(2019)
- Samsung Galaxy A60(2020)
- Samsung Galaxy A70(2020)
- Samsung Galaxy A80(2020)
- Samsung Galaxy A90(2020)
- Samsung Galaxy A01(2020)
- Samsung Galaxy A02(2020)
- Samsung Galaxy A03(2020)
- Samsung Galaxy A04(2020)
- Samsung Galaxy A05(2020)
- Samsung Galaxy A06(2020)
- Samsung Galaxy A11(2020)
- Samsung Galaxy A12(2021)
- Samsung Galaxy A13(2021)
- Samsung Galaxy A14(2023)
- Samsung Galaxy A21(2020)
- Samsung Galaxy A22(2021)
- Samsung Galaxy A23(2021)
- Samsung Galaxy A24(2020)
- Samsung Galaxy A25(2021)
- Samsung Galaxy A31(2020)
- Samsung Galaxy A32(2021)
- Samsung Galaxy A33(2022)
- Samsung Galaxy A34(2023)
- Samsung Galaxy A41(2019)
- Samsung Galaxy A42(2020)
- Samsung Galaxy A43(2020)
- Samsung Galaxy A44(2020)
- Samsung Galaxy A51(2020)
- Samsung Galaxy A52(2021)
- Samsung Galaxy A53(2022)
- Samsung Galaxy A54(2023)
- Samsung Galaxy A55(2024)
- Samsung Galaxy A56(2025)

#### Samsung Galaxy C
Samsung představil řadu Galaxy C v Číně se spuštěním modelů C5 a C7. Oba tyto smartphony mají kovový design a běží na operačním systému Android 6.0 Marshmallow. Oba smartphony jsou k dispozici ve variantách 32 GB a 64 GB.
V polovině roku 2016 zahájila společnost Samsung prodej Galaxy C5 a C7 v Hongkongu a Macau. Také ve stejném období začala společnost C9 Pro v dalších zemích jihovýchodní Asie.
Zařízení Samsung Galaxy C zahrnují:
- Samsung Galaxy C5
- Samsung Galaxy C7
- Samsung Galaxy C9 Pro
- Samsung Galaxy C7 Pro
- Samsung Galaxy C5 Pro
- Samsung Galaxy C8

#### Samsung Galaxy J
Série Samsung Galaxy J (J znamená "Joy") je řada přístrojů střední třídy začínajících na "J" od roku 2013.
Zařízení Samsung Galaxy J zahrnují:
- Samsung Galaxy J
- Samsung Galaxy J1
- Samsung Galaxy J1 Ace
- Samsung Galaxy J1 (2016)
- Samsung Galaxy J1 Nxt
- Samsung Galaxy J1 Ace Neo
- Samsung Galaxy J1 Mini
- Samsung Galaxy J1 Mini Prime
- Samsung Galaxy J2
- Samsung Galaxy J2 (2016)
- Samsung Galaxy J2 (2017)
- Samsung Galaxy J2 Prime
- Samsung Galaxy J2 Pro (2018)

- Samsung Galaxy J3 (2016)
- Samsung Galaxy J3 Prime
- Samsung Galaxy J3 (2017)
- Samsung Galaxy J5
- Samsung Galaxy J5 Pro
- Samsung Galaxy J5 (2016)
- Samsung Galaxy J5 Prime
- Samsung Galaxy J7
- Samsung Galaxy J7+
- Samsung Galaxy J7 (2016)
- Samsung Galaxy J7 Max
- Samsung Galaxy J7 Pro (2017)
- Samsung Galaxy J7 Prime
- Samsung Galaxy J7 (2017)
- Samsung Galaxy J7 Nxt (2017)
- Samsung Galaxy J7
- Samsung Galaxy J5 (2016)
- Samsung Galaxy J7 (2016)
- Samsung Galaxy J7 Prime
- Samsung Galaxy J7 V
- Samsung Galaxy J Max

#### Samsung Galaxy E
Série Samsung Galaxy E (Elegant, česky Elegantní) je řada středních mobilních zařízení, která byla spuštěna v roce 2015. Tato série byla nahrazena sériemi Galaxy C a A.
Zařízení v řadě Samsung Galaxy E zahrnují:
- Samsung Galaxy E5 (01/2015)
- Samsung Galaxy E7

#### Samsung Galaxy Z
V řadě Samsung Galaxy Z naleznete ohebné telefony. První telefon z této řady Samsung Galaxy Z Fold byl na trh uveden v roce 2019.
- Samsung Galaxy Z Fold
- Samsung Galaxy Z Flip
- Samsung Galaxy Z Fold 2
- Samsung Galaxy Z Flip 3
- Samsung Galaxy Z Fold 3
- Samsung Galaxy Z Flip 4
- Samsung Galaxy Z Fold 4
- Samsung Galaxy Z Flip 5
- Samsung Galaxy Fold 5

#### Samsung Galaxy Core/Grand
Série Galaxy Core/Grand jsou řady středních přístrojů vydaných od roku 2013 do roku 2015.
Tyto série byla později nahrazeny řadou Samsung Galaxy J.
- Samsung Galaxy Core
- Samsung Galaxy Core Duos
- Samsung Galaxy Core II
- Samsung Galaxy Core Plus
- Samsung Galaxy Core Prime
- Samsung Galaxy Grand
- Samsung Galaxy Grand Duos
- Samsung Galaxy Grand 2
- Samsung Galaxy Grand Prime
- Samsung Galaxy Grand Neo
- Samsung Galaxy Grand Neo Plus

#### Samsung Galaxy Xcover
- Samsung Galaxy Xcover (2011)

#### Samsung Galaxy Mega
- Samsung Galaxy Mega (dostupný v 2 různých variantách)
- Samsung Galaxy Mega 2

#### Samsung Galaxy Mini
- Samsung Galaxy Mini
- Samsung Galaxy Mini 2

#### Samsung Galaxy Ace
- Samsung Galaxy Ace
- Samsung Galaxy Ace Plus
- Samsung Galaxy Ace 2
- Samsung Galaxy Ace 3
- Samsung Galaxy Ace 4

#### Samsung Galaxy On
- Samsung Galaxy On5
- Samsung Galaxy On5 Pro
- Samsung Galaxy On5 (2016)
- Samsung Galaxy On7
- Samsung Galaxy On7 Pro
- Samsung Galaxy On7 (2016)
- Samsung Galaxy On8 (varianta Galaxy J7 2016 s vylepšenou RAM)
- Samsung Galaxy On Nxt
- Samsung Galaxy On Max

#### Samsung Galaxy R
- Samsung Galaxy R
- Samsung Galaxy R style

#### Samsung Galaxy Y
Prvním zařízením v řadě Samsung Galaxy Y bylo Samsung Galaxy Y, které bylo vydáno v roce 2011. V roce 2013 byl vydán jeho nástupce Samsung Galaxy Young. Nástupce Samsungu Galaxy Young je Samsung Galaxy Young 2, který byl vydán v roce 2014.
- Samsung Galaxy Y
- Samsung Galaxy Young
- Samsung Galaxy Young 2
- Samsung Galaxy Y duos

#### Samsung Galaxy Pocket
- Samsung Galaxy Pocket
- Samsung Galaxy Pocket Plus
- Samsung Galaxy Pocket Neo
- Samsung Galaxy Pocket Duos
- Samsung Galaxy Pocket 2

#### Ostatní
- Galaxy Nexus
- Samsung Galaxy (smartphone)
- Samsung Galaxy 5
- Samsung Galaxy Active neo
- Samsung Galaxy Express
- Samsung Galaxy Express 2
- Samsung Galaxy Fame
- Samsung Galaxy Feel
- Samsung Galaxy Fit
- Samsung Galaxy Folder
- Samsung Galaxy Gio
- Samsung Galaxy K Zoom
- Samsung Galaxy Prevail
- Samsung Galaxy Star
- Samsung Galaxy W
- Samsung Galaxy Centura
- Samsung Galaxy Trend
- Samsung Galaxy Trend Plus
- Samsung Galaxy Trend Lite

### Samsung Z
Řada Samsung Z je řada zařízení s operačním systémem střední velikosti Tizen od roku 2015.
- Samsung Z1

### Tablety

#### Samsung Galaxy Book
Série Samsung Galaxy Book je řada počítačů se systémem 2 v 1 se systémem Windows 10. Samsung Galaxy Book 10.6 bylo vydáno v roce 2017 jako nástupce Samsung Galaxy Tab Pro S z roku 2016.
- Samsung Galaxy Book 10.6
- Samsung Galaxy Book 12.0

#### Samsung Galaxy View
- Samsung Galaxy View

#### Samsung Galaxy Tab
- Samsung Galaxy Tab 7.0
- Samsung Galaxy Tab 7.0 Plus
- Samsung Galaxy Tab 7.7
- Samsung Galaxy Tab 8.9
- Samsung Galaxy Tab 10.1
- Samsung Galaxy Tab 2 7.0
- Samsung Galaxy Tab 2 10.1
- Samsung Galaxy Tab 3 7.0 byl představen v červnu roku 2013 a má dvě varianty: SM-T210 (WiFi), SM-T211 (3G)
- Samsung Galaxy Tab 3 8.0 byl představen také v červnu 2013 a má 3 varianty: SM-T310 (WiFi), SM-T311 (3G), SM-T315 (4G/LTE)
- Samsung Galaxy Tab 3 10.1 byl představen také v červnu 2012 a má tyto 3 varianty: SM-T510 (Wifi), SM-T511 (3G), SM-T515 (4G/LTE)
- Samsung Galaxy Tab 3 Lite 7.0 Leden 2014 - SM-T110 (Wifi), SM-T111 (3G)
- Samsung Galaxy Tab 3 Neo (Samsung Galaxy Tab 3 Neo je dostupný jen v několika zemích)
- Samsung Galaxy Tab 4 7.0
- Samsung Galaxy Tab 4 8.0
- Samsung Galaxy Tab 4 10.1
- Samsung Galaxy Tab Active

#### Samsung Galaxy Tab A
- Samsung Galaxy Tab A 8.0
- Samsung Galaxy Tab A 9.7
- Samsung Galaxy Tab A 6.0
- Samsung Galaxy Tab A 7.0
- Samsung Galaxy Tab A 10.1

#### Samsung Galaxy Tab E
- Samsung Galaxy Tab E 9.6
- Samsung Galaxy Tab E 8.0

#### Samsung Galaxy Tab Pro
- Samsung Galaxy Tab Pro 8.4 byl představen v lednu 2014 a má tyto 3 varianty: SM-T320 (WiFi), SM-T321 (3G), SM-T325 (4G/LTE)
- Samsung Galaxy Tab Pro 10.1 byl představen také v lednu roku 2014 s má 2 varianty: SM-T520 (WiFi), SM-T525 (3G & 4G/LTE)
- Samsung Galaxy Tab Pro 12.2 byl představen také v lednu 2014 a má tyto 2 varianty: SM-T900 (WiFi), SM-T905 (3G & 4G/LTE)
- Samsung Galaxy TabPro S byl představen v lednu 2016 a má variantu bez a s Wi-Fi (SM-W700)

#### Samsung Galaxy Tab S
- Samsung Galaxy Tab S 8.4
- Samsung Galaxy Tab S 10.5
- Samsung Galaxy Tab S2 8.0
- Samsung Galaxy Tab S2 9.7
- Samsung Galaxy Tab S3

#### Samsung Galaxy Note
- Samsung Galaxy Note 8.0
- Samsung Galaxy Note 10.1
- Samsung Galaxy Note 10.1 2014 Edition byl představen na podzim roku 2013 a má další 4 varianty: SM-P600 (Wifi), SM-P601 (3G & Wifi), SM-P605 (LTE, 3G & Wifi)
- Samsung Galaxy Note Pro 12.2 byl představen na únor 2014 a má tyto varianty:SM-P900 (Wifi), SM-P905 (LTE, 3G & Wifi)

### Přehrávač médií
- Samsung Galaxy Player

### Kamery, fotoaparáty

#### Galaxy Camera
- Samsung Galaxy Camera
- Samsung Galaxy Camera 2

#### Galaxy NX
- Samsung Galaxy NX

### Chytré hodinky

#### Samsung Galaxy Gear
Samsung oznámil hodinky Samsung Galaxy Gear se systémem Android 4.3 dne 4. září 2013. Galaxy Gear byly jediné chytré hodinky společnosti Samsung s přídomkem "Galaxy". Pozdější chytré hodinky a chytré náramky značky Samsung používají přídomek Samsung Gear.
V aktualizaci softwaru společnost Samsung nahradila operační systém Galaxy Gear z platformy Android na Tizen. Pozdější nástupci Samsung Galaxy Active A Samsung Galaxy Watch 
- Samsung Galaxy Gear

### Projektory

#### Samsung Galaxy Beam
- Samsung Galaxy Beam i8520
- Samsung Galaxy Beam i8530